# Princípio de Fermat

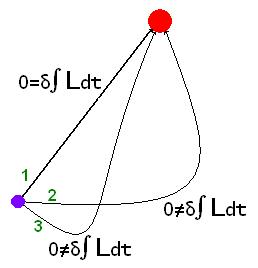
Dos três feixes de luz que emergem do ponto roxo apenas os que chegarem ao caminho óptico extremo(máximo ou mínimo) serão caminhos reais de luz.

O Princípio de Fermat, em ótica é um princípio do tipo extremo e estabelece que: 

Este enunciado não é completo e não cobre todos os casos, mas existe uma forma moderna do Princípio de Fermat que diz: 
Isso que dizer que, se expressarmos o trajeto percorrido pela luz entre dois pontos {\displaystyle 0_{1}} e {\displaystyle 0_{2}} por meio de uma função chamada caminho ótico definida como {\displaystyle {\mathcal {L}}_{O_{1}O_{2}}[n({\vec {r}})]}  a trajetória real da luz seguirá um caminho extremo a respeito desta função:
{\displaystyle \delta {\mathcal {L}}_{O_{1}O_{2}}[n({\vec {r}})]=\delta \int _{O_{1}}^{O_{2}}{n({\vec {r}})ds}=0.}
A característica importante como diz o enunciado, é que as trajetos próximos ao "verdadeiro" requerem tempos aproximadamente iguais. Desta forma, o Princípio de Fermat lembra o Princípio de Hamilton e as Equações de Euler-Lagrange.
Vejamos alguns exemplos da aplicação do princípio para deduzir as leis da Ótica Geométrica.

## Equação da trajetória de um raio luminoso
A equação da trajetória de um raio luminoso real em um sistema ótico é:
{\displaystyle {\vec {\nabla }}n({\vec {r}})-{\frac {d}{ds}}\left[n({\vec {r}}){\frac {d{\vec {r}}}{ds}}\right]=0}
e se deduz a partir do Princípio de Fermat.
Aplicando o princípio de Fermat, toda variação sobre uma trajetória de um raio luminoso real deve ser nula. Portanto;
{\displaystyle \delta {\mathcal {L}}_{O_{1}O_{2}}[n({\vec {r}})]=\delta \int _{O_{1}}^{O_{2}}{n({\vec {r}})ds}=\int _{O_{1}}^{O_{2}}{\delta (n({\vec {r}}))ds}+\int _{O_{1}}^{O_{2}}{n({\vec {r}})\delta (ds)}=}
={\displaystyle \int _{O_{1}}^{O_{2}}{{\vec {\nabla }}n({\vec {r}})\cdot \delta {\vec {r}}ds}+\int _{O_{1}}^{O_{2}}{n({\vec {r}}){\frac {d{\vec {r}}}{ds}}\cdot {\frac {d(\delta {\vec {r}})}{ds}}ds}=\int _{O_{1}}^{O_{2}}{{\vec {\nabla }}n({\vec {r}})\cdot \delta {\vec {r}}ds}+\left[n({\vec {r}}){\frac {d{\vec {r}}}{ds}}\cdot \delta {\vec {r}}\right]_{O_{1}}^{O_{2}}-\int _{O_{1}}^{O_{2}}{{\frac {d}{ds}}\left[n({\vec {r}}){\frac {d{\vec {r}}}{ds}}\right]\cdot \delta {\vec {r}}ds}=0.}
Quando a variação sobre os extremos não existe resta que:
{\displaystyle \int _{O_{1}}^{O_{2}}{\left[{\vec {\nabla }}n({\vec {r}})-{\frac {d}{ds}}\left(n({\vec {r}}){\frac {d{\vec {r}}}{ds}}\right)\right]\cdot \delta {\vec {r}}ds}=0\qquad \forall \delta {\vec {r}}}
portanto o integrando deve se anular e resta a equação da trajetória.
A interpretação da equação é importante. A trajetória permanece no plano e ele que varia o índice de refração {\displaystyle n({\vec {r}})}.
Isso pode ser observado escrevendo a equação em termos dos vetores unitários {\displaystyle {\hat {u}}_{t}} e {\displaystyle {\hat {u}}_{n}}:
{\displaystyle {\vec {\nabla }}n({\vec {r}})={\frac {d}{ds}}\left[n({\vec {r}}){\frac {d{\vec {r}}}{ds}}\right]={\frac {dn({\vec {r}})}{ds}}{\frac {d{\vec {r}}}{ds}}+n({\vec {r}}){\frac {d^{2}{\vec {r}}}{ds^{2}}}={\frac {dn({\vec {r}})}{ds}}{\hat {u}}_{t}+{\frac {n({\vec {r}})}{\rho ({\vec {r}})}}{\hat {u}}_{n}}
sendo {\displaystyle \rho } o raio da circunferência osculatriz no ponto {\displaystyle {\vec {r}}} à trajetória.

## Lei da reflexão
Se supormos que um raio de luz sai do ponto A em direção a uma superfície plana, que suponhamos seja refletora, e viaja até um ponto B. Qual será a trajetória seguida pela luz? Neste caso a luz viaja durante todo o caminho pelo mesmo meio, com o mesmo índice de refração e, portanto, com a mesma velocidade. Assim, o tempo necessário para percorrer o caminho entre A e B (passando pela superfície P) será a distância APB dividida pela velocidade da luz no meio. Como a velocidade é uma constante, a trajetória real, que segue o Princípio de Fermat, será a mais curta.

## Lei da refração

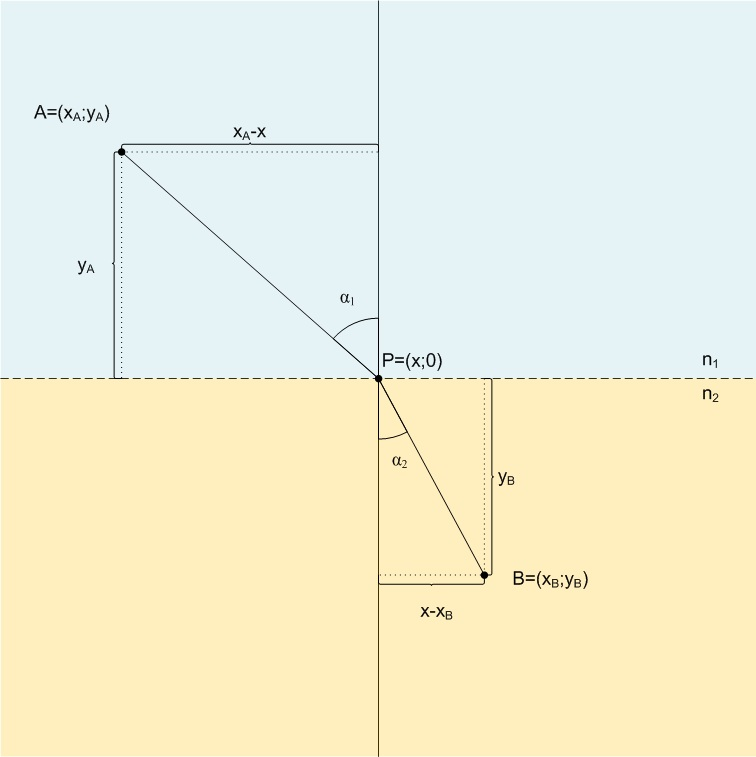
O raio de luz se propaga de A a B passando por P, que é um ponto móvel sobre o eixo das abcissas.

Com o Princípio de Fermat se pode deduzir a Lei de Snell, que afirma que o produto do índice de refração do primeiro meio de propagação com o seno do ângulo de incidência é equivalente ao produto do índice de propagação do segundo meio com o seno do ângulo refratado.
{\displaystyle n_{1}\ \sin {\alpha _{1}}=n_{2}\ \sin {\alpha _{2}}}
Ao apresentar o fenômeno analiticamente, em um plano cartesiano:
Seja um meio de propagação com índice de refração {\displaystyle n_{1}\ } e um segundo meio de propagação com índice de refração {\displaystyle n_{2}\ } tais que situamos a superfície que separa os dois meios de modo que coincida com o eixo das abcissas.
Sejam {\displaystyle A=(x_{A},\;y_{A})} e {\displaystyle B=(x_{B},\;y_{B})} dois pontos fixos situados do plano, de modo que A está situado no primeiro meio, e B no segundo meio.
Seja um raio de luz que se propaga de A a B atravessando a superfície que separa os dois meios no ponto {\displaystyle P=(x,\;0)}.
O seguinte passo é deduzir o tempo que demora o raio para percorrer {\displaystyle {\overline {AP}}} e {\displaystyle {\overline {PB}}}.
Sejam {\displaystyle v_{1}} e {\displaystyle v_{2}} as velocidades de propagação da luz no primeiro e segundo meio respectivamente.
{\displaystyle t_{1}={\frac {\overline {AP}}{v_{1}}}={\frac {\sqrt {(x_{A}\ -x)^{2}\ +{y_{A}}^{2}}}{v_{1}}}}; {\displaystyle t_{2}={\frac {\overline {PB}}{v_{2}}}={\frac {\sqrt {(x-x_{B})^{2}\ +{y_{B}}^{2}}}{v_{2}}}}
{\displaystyle t={\frac {\sqrt {(x_{A}\ -x)^{2}\ +{y_{A}}^{2}}}{v_{1}}}+{\frac {\sqrt {(x-x_{B})^{2}\ +{y_{B}}^{2}}}{v_{2}}}}
Se buscarmos o valor de {\displaystyle x\ } quando {\displaystyle t\ } é mínimo, é equivalente ao encontramos o valor de {\displaystyle x\ } para o qual a função derivada de {\displaystyle t\ } assume valor 0.
{\displaystyle {\frac {dt}{dx}}=-{\frac {x_{A}\ -x}{v_{1}\ {\sqrt {(x_{A}\ -x)^{2}\ +{y_{A}}^{2}}}}}+{\frac {x-x_{B}\ }{v_{2}\ {\sqrt {(x-x_{B}\ )^{2}\ +{y_{B}}^{2}}}}}=0}
{\displaystyle {\frac {x_{A}\ -x}{v_{1}\ {\sqrt {(x_{A}\ -x)^{2}\ +{y_{A}}^{2}}}}}={\frac {x_{B}-x\ }{v_{2}\ {\sqrt {(x-x_{B}\ )^{2}\ +{y_{B}}^{2}}}}}}
{\displaystyle {\frac {x_{A}\ -x}{v_{1}\ {\overline {AP}}}}={\frac {x_{B}-x\ }{v_{2}\ {\overline {PB}}}}}
{\displaystyle {\frac {1}{v_{1}\ }}\sin {\alpha _{1}}={\frac {1}{v_{2}\ }}\sin {\alpha _{2}}}
{\displaystyle {\frac {c}{v_{1}\ }}\sin {\alpha _{1}}={\frac {c}{v_{2}\ }}\sin {\alpha _{2}}}
{\displaystyle n_{1}\ \sin {\alpha _{1}}=n_{2}\ \sin {\alpha _{2}}} 